# Terrängbil m/42 KP
Terrängbil m/42 KP byl švédský obrněný transportér z dob druhé světové války.

## Vývoj
Na konci třicátých let 20. století docházelo k velice rychlému vývoji tanků a velení mnoha světových armád začala pro své jednotky požadovat vozidlo, které by bylo schopné udržet s tankovými jednotkami krok a přitom jim mohlo poskytnout i určitou ochranu před palbou z ručních zbraní. Pozadu nezůstalo ani Švédské království. Velení jeho armády začalo v poptávat obrněné vozidlo schopné přepravit 16 plně vyzbrojených pěšáků. V roce 1941 byla oslovena firma AB Landsverk, aby u obyčejných nákladních automobilů zahájila militarizaci tím, že na jejich šasi usadí pancéřovanou korbu.
Jako základ budoucího obrněnce byly využity dva typy podvozků, a sice Volvo TLV 141 a Scania-Vabis. Motor, benzinový vodou chlazený 4válec Scania-Vabis 402 o maximálním výkonu 115 koní, byl uložen v přídi vozidla pod pancéřovým krytem. Za ním se nacházel prostor řidiče a spolujezdce-velitele. Zadní část vozidla vyplňoval přepravní prostor pro výsadek. Každý obrněnec disponoval nepromokavou plachtou, jež se dala přetáhnout přes otevřenou horní část korby.

## Uživatelé
- Švédsko

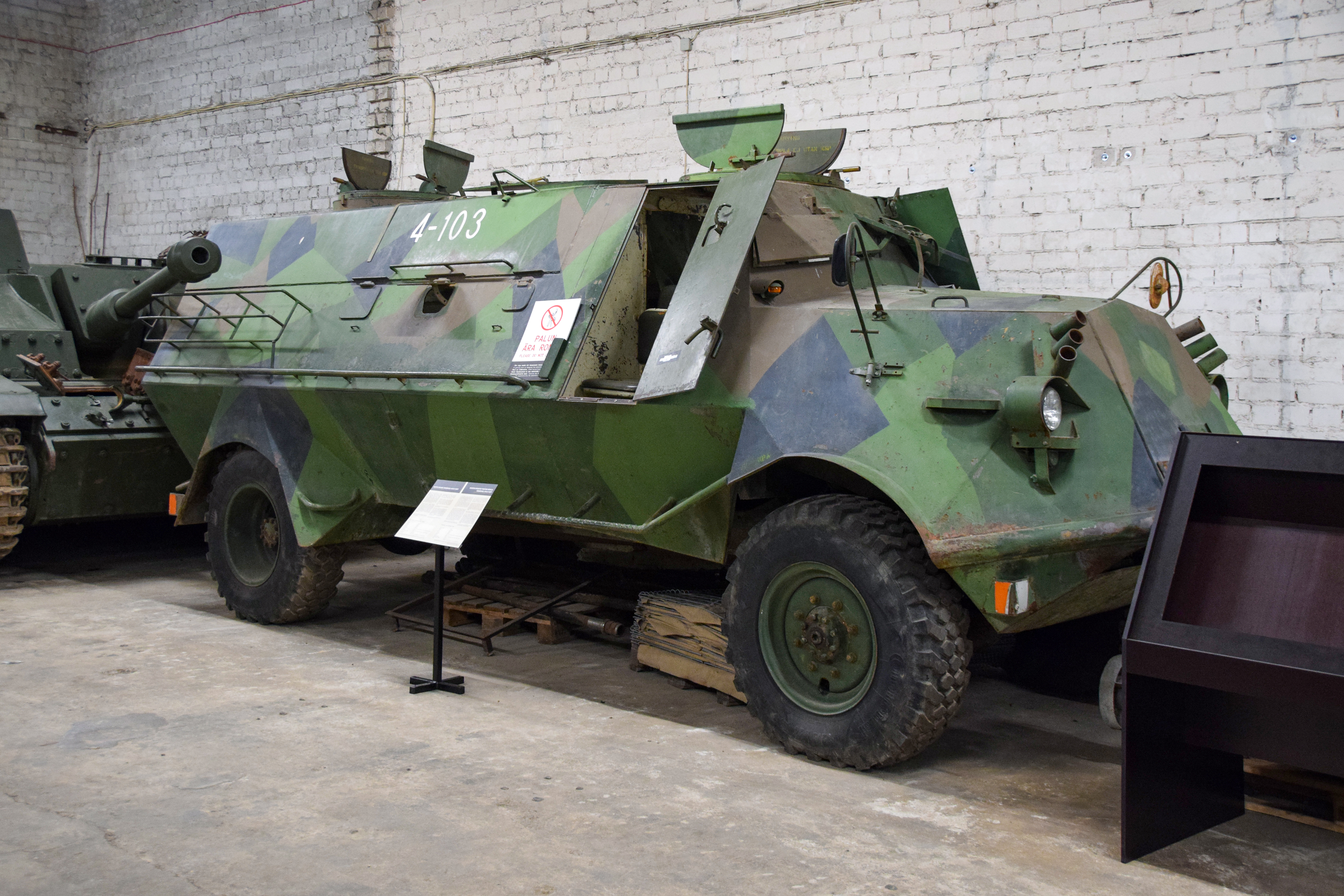
Estonský Terrängbil w/42 KP

  - První vozidla vstoupila do služby v listopadu 1944. Do druhé světové války se z důvodu neutrálnosti Švédska nezapojil.
- Organizace spojených národů
  - Vozidla se zúčastnila misí na Kypru, na Sinaji nebo v Kongu.
- Estonsko
  - Po rozpadu SSSR estonská armáda do své výzbroje zařadila 10 vozidel.
- Litva
  - Po vzniku samostatné Litvy její armáda zavedla 10 strojů .
- Lotyšsko
  - Podobně jako v případě předchozích 2 států, i Lotyšsko získalo 10 obrněnců.